# Airtime (Software)
Airtime ist eine freie Hörfunk-Verwaltungsanwendung für ferngesteuerte Sendeautomation (durch Web-basierten Ablaufplaner) und Programmaustausch zwischen Radiostationen.

## Merkmale
Die Software kann in einem Web-Browser auch aus der Ferne über eine sogenannte Web-Schnittstelle gesteuert werden, die auch Drag-and-Drop-Unterstützung bietet.
Darüber können unter anderem mit einem Ablaufplaner Programmabläufe arrangiert, (Live-)Sendungen auch in Echtzeit und während der Aussendung bearbeitet und Wiederholungen von Sendungen angeordnet und der Datenstrom konfiguriert werden.
Es kann in den Audio-Formaten Ogg Vorbis, MP3, AAC und Opus gesendet werden, die den Ausgabestrom dann an die Zuhörer verteilen.
Es kann über SHOUTcast- und Icecast-Server gesendet werden.
Der Web-Dienst SoundCloud wird unterstützt, um beliebige Audio-Dateien und aufgezeichnete Sendungen auch automatisch hochladen zu können.
Airtime hat ein Dateispeichersystem, das es erlaubt, beobachtete Ordner einzustellen, um Dateien zu synchronisieren und Audio-Archive zu durchsuchen.
Airtime wird als Freie Software auch im Quelltext unter den Bedingungen der GNU General Public License (GPL) in Version 3 verbreitet.

## Technik
Airtime ist in den Programmiersprachen Python, PHP und JavaScript geschrieben.
Der Ablaufplaner basiert auf der Programmiersprache Liquidsoap.

## Geschichte
Das ursprüngliche Konzept für Airtime, anfangs LiveSupport und dann Campcaster genannt, wurde 2003 von Micz Flor, einem deutschen Neue-Medien-Entwickler, erstellt. Das Konzept wurde weiterentwickelt von Ákos Maróy, einem Software-Entwickler und damaligen Mitglied von Tilos Rádió, Robert Klajn, einem Radio-Produzenten von Radio B92, und Douglas Arellanes und Sava Tatic vom Media Development Loan Fund (MDLF). Die ursprüngliche Entwicklung wurde finanziert durch einen Zuschuss aus dem Information Program der ICT-Toolsets-Initiative des Open Society Institute. Die Entwicklung wurde ursprünglich von MDLF durch seine Campware.org-Initiative koordiniert, nun ausgegliedert als die eigenständige, gemeinnützige Organisation Sourcefabric.
Im Januar 2011 kündigte Sourcefabric eine Neufassung von Campcaster an, beginnend mit der Beta-Veröffentlichung von Version 1.6. Das neue Produkt, bekannt als Airtime, ersetzte den C++-Ablaufplaner von Campcaster durch Liquidsoap und enthält eine Drag-and-Drop-Web-Schnittstelle, basierend auf jQuery.
Airtime 1.8.1 wurde am 3. Mai 2011 veröffentlicht, in dichter Folge zu den Veröffentlichungen der Versionen 1.7 und 1.8 im April. Es wurde die Möglichkeit eingeführt, Sendungen zu bearbeiten, Sendungswiederholungen wurden ermöglicht und der Kalender durch berichtetermaßen fünf- bis achtfach beschleunigte Startzeit verbessert. Das vorgegebene Format des Ausgabedatenstromes von Airtime wurde Ogg Vorbis anstatt MP3.
Im Mai 2011 wurde SoundCloud-Unterstützung angekündigt, die Nutzern das automatische Hochladen aufgezeichneter Sendungen ermöglicht.
Version 1.8.2 mit Verbesserungen an den Installations- und Aktualisierungsprozessen, der Dateihochlade-Beschränkung und der Schnittstelle wurde am 14. Juni 2011 veröffentlicht.
Airtime 1.9 wurde am 10. August 2011 veröffentlicht und brachte ein neues Dateispeichersystem, das es erlaubte, beobachtete Ordner einzustellen, um Dateien zu synchronisieren und ihre Audio-Archive zu durchsuchen. Hinzugefügt war auch Unterstützung für SHOUTcast, ein einzeiliger Ubuntu-Installationsbefehl und verbesserte Bedienelemente. 1.9.4 wurde am 27. September mit Installationspaketen für Ubuntu und Debian veröffentlicht.
Die Airtime-2.0-Veröffentlichung am 25. Januar 2012 brachte neue Funktionen einschließlich Konfiguration des Datenstroms über den Browser, Echtzeit-Datenstromvorschau und Hochladen beliebiger Audio-Dateien zu SoundCloud.
Am 5. Juni 2012 brachte Airtime 2.1 direktes Weiterversenden laufender Datenströme aus entfernten Quellen und Echtzeitbearbeitung von Live-Sendungen in einer überarbeiteten „Spielt-gerade“-Schnittstelle. Eine Fehlerbehebungsversion 2.1.2 wurde am 18. Juni veröffentlicht.
Airtime 2.2 brachte Smart Blocks, Funktionen für Live-Sendungen und neue Streaming-Fähigkeiten und wurde am 29. Oktober veröffentlicht.
2016 hat eine Gruppe von Entwicklern verschiedener Freier Radios den Fork „LibreTime“ bekannt gegeben.

## Auszeichnungen
Im September 2011 wurde Airtime als einer von fünf Finalisten für die Packt Open Source Awards 2011 in der Multimedia-Kategorie nominiert. 2012 gewann Airtime die Guardian Awards for Digital Innovation in der Kategorie „Beste Nutzung von Technik für gesellschaftlichen Wandel“ (englisch „Best Use of Technology for Social Change“).
West Africa Democracy Radio gewann einen Knight-Batten Award für journalistische Neuerungen im Juli 2011, wobei Airtime als Teil der Plattform erwähnt wurde.

## Radiosender, die Airtime benutzen
Am 18. Januar 2011 machte Resonance FM in Ausgabe #324 des britischen Musik-Magazins The Wire eine Zusammenarbeit mit Sourcefabric bekannt, um zu helfen „beim Testen der Software und der Entwicklung neuer Funktionen“ (englisch: [to help] „with testing the software and developing new features“).
West Africa Democracy Radio (WADR) eröffnete am 1. April 2011 eine Nachrichten-Plattform, die unter anderem aus Airtime besteht.
Catalyst Radio kündigte am 13. Juni 2011 die Benutzung von Airtime für das Organisieren und Übertragen von Sendeinhalten an. Stress FM, ein Radiosender aus Lissabon, benutzt Airtime zur Programmierung seiner Übertragungen.
Radio LORA München benutzt Airtime für den Livestream und DAB+ übertragungen während der UKW Sendepausen (Lora München sendet auf UKW nur Montag bis Freitag 17 bis 24 Uhr).